# Lorentz Dietrichson

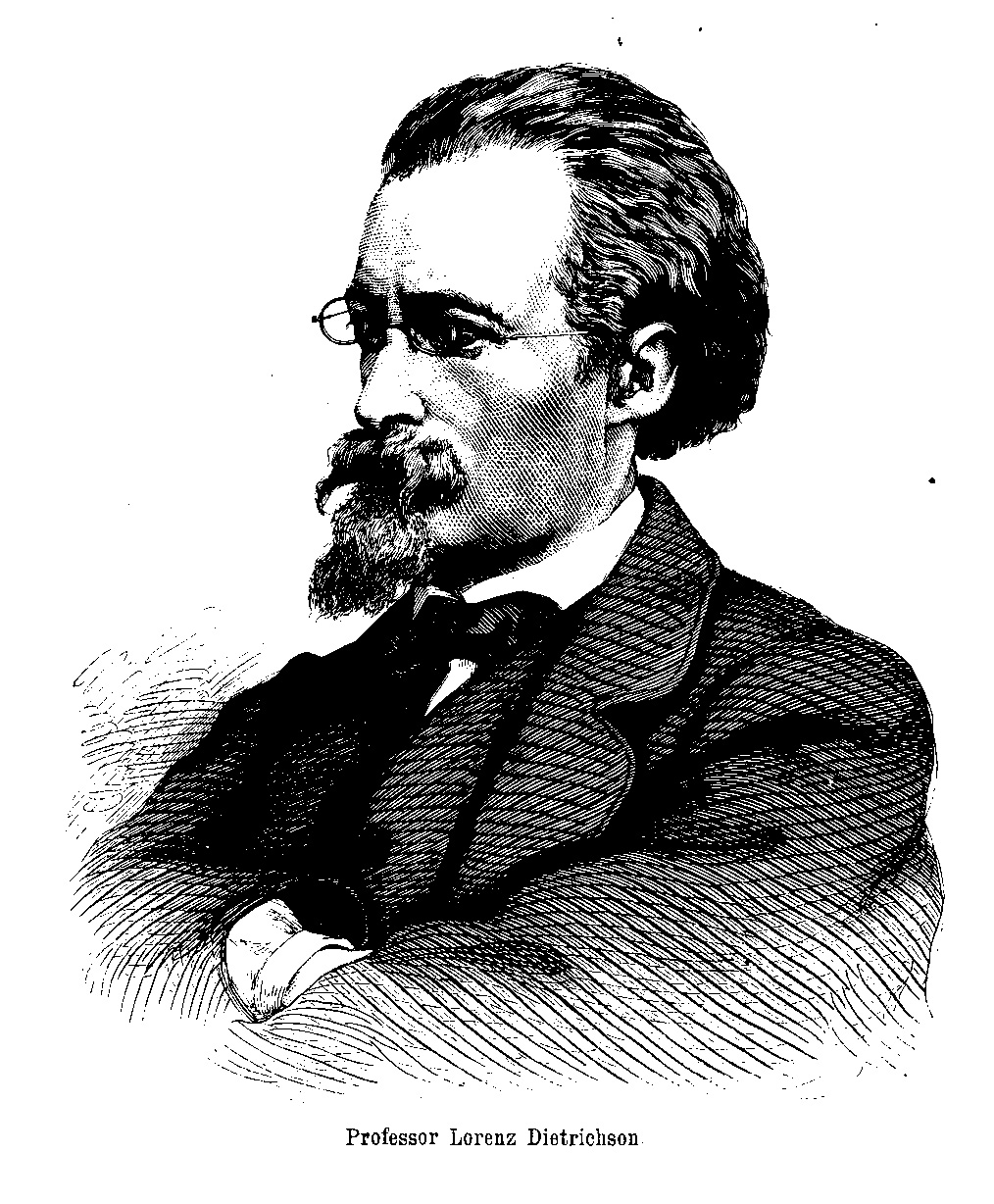
Lorentz Dietrichson

Lorentz Henrik Segelcke Dietrichson (* 1. Januar 1834 in Bergen; † 6. März 1917 in Christiania) war ein norwegischer Kunst- und Literaturhistoriker sowie Dichter.

## Leben
Er studierte an der Königlichen Friedrichs-Universität in Christiania (das heutige Oslo) und machte sich schon damals durch witzige Studentenlieder, die 1859 unter dem Titel Samfundsviser og Sange af Jörgen Latiner gesammelt erschienen, einen Namen.
Am 31. März 1862 heiratete er die Porträt- und Genremalerin Mathilde Bonnevie, die 1863 in Rom die Tochter Honoria gebar.
Nachdem er einige Zeit an den Bibliotheken Schwedens gearbeitet und die literarhistorische Schrift Om Läredigtet i Nordens poetiske Litteratur (1860) veröffentlicht hatte, erhielt er 1861 eine Anstellung als Dozent an der Universität Uppsala, wurde 1866 zum Amanuensis (Sekretär) beim Nationalmuseum, 1868 zum Professor an der Akademie der Künste zu Stockholm ernannt und wirkte später auch einige Jahre (1870–1873) an der Gewerbeschule daselbst. Seit 1875 bekleidete er die außerordentliche Professur der Kunstgeschichte an der Universität zu Christiania, wo er zugleich erster Direktor der Nationalgalerie, der Kupferstichsammlung und des Kunstgewerbemuseums ist, durch dessen Mitbegründung er dauernden Einfluss auf die nordische Kunstentwicklung ausgeübt hat. Wiederholte Studienreisen führten ihn nach Italien (1862–1865 fungierte er als Konsulatssekretär in Rom), Griechenland, Kleinasien, Ägypten, Russland etc.
Von seinen Werken verdienen namentliche Hervorhebung: Indledning i Studiet af Sveriges Litteratur i vort Aarhundrede (Kopenhagen 1862); Omrids af den norske Poesies Historie (das. 1866–1869, 2 Bde.); Det Skönas Verld. Estetikens och Konsthistoriens Hufvudläror (Stockholm 1860–1870); Fran min Vandringstid (das. 1873–1875, 3 Bde.); Christusbilledet (Kopenhagen 1880); Antinoos, eine kunstarchäologische Untersuchung (Christiania 1884); Fra Kunsten's Verden (Kopenhagen 1885). Außerdem verfasste er Monographien über Runeberg (Stockholm 1864) und Tidemand (1878–1879), mehrere Schauspiele (En Arbetare, Karl Folkunge etc.), die Dichtung Kivleslatten (1879) und zahlreiche kritische und kunsthistorische Aufsätze in norwegischen, schwedischen und deutschen Zeitschriften. 1875–1876 gab er eine Tidskrift for Konst och Konstindustri in Stockholm heraus.
Dietrichson war seit 1862 mit der norwegischen Malerin Mathilde Bonnevie (* 12. Juli 1837 zu Christiania) verheiratet, die ihn auf seinen Reisen begleitete.